# Desilu Productions
Desilu Productions fue una productora de televisión estadounidense fundada por los actores Desi Arnaz y Lucille Ball, que en ese momento eran matrimonio. La compañía es conocida por programas como I Love Lucy, The Lucy Show, Los Intocables, Misión imposible y Star Trek. Hasta 1962, Desilu fue la segunda productora de televisión independiente más grande de los Estados Unidos, detrás de Revue Studios de MCA, hasta que MCA compró Universal Pictures y Desilu se convirtió y siguió siendo la productora independiente número uno, hasta que fue vendida en 1968. 
Ball y Arnaz tuvieron conjuntamente la participación mayoritaria de Desilu desde sus inicios hasta 1962, cuando ella le compró a su exmarido su porcentaje. Tras ello dirigió la empresa por sí misma durante varios años. Ball logró que Desilu volviera a ser rentable en 1968, cuando vendió sus acciones a Gulf+Western por 17 millones de dólares (un valor de 132 millones de dólares en 2020). Tras la adquisición formaron parte de la producción de televisión de Paramount Pictures, renombrando la compañía como Paramount Television original.
Toda la biblioteca de Desilu es propiedad de Paramount Global a través de dos de sus subsidiarias. La unidad de CBS posee todas las propiedades de Desilu que se produjeron y concluyeron antes de 1960, que Desilu vendió a CBS. Su unidad CBS Studios posee los derechos de todo lo que Desilu produjo después de 1960 como sucesora en interés de Paramount Television.

## Historia
Desilu Productions se formó en 1950 utilizando los nombres combinados de "Desi Arnaz" y "Lucille Ball". Fue creado para producir el acto de vodevil de Lucy y Desi como una serie de televisión y venderlo a los ejecutivos de CBS. Arnaz y Ball querían adaptar a la televisión la serie de radio de CBS de Ball, My Favourite Husband. El proyecto de televisión finalmente se convirtió en I Love Lucy.
Durante los primeros años del programa, Desilu alquiló un espacio en General Service Studios (ahora Sunset Las Palmas Studios) en Santa Monica Boulevard y Avenida Las Palmas Norte. Usaron Stage Two, que se llamó Desilu Playhouse. Posteriormente, se agregó una entrada especial en 6633 Romaine Street, en el lado sur del lote, para permitir el acceso directo al mismo.
Aprobó conceptos de producción originales, como Los intocables y Star Trek, para desarrollarlos en series de transmisión, evaluando cómo el público los disfrutaría y su potencial para el éxito a largo plazo. Esto condujo a ganancias continuas de los programas a través de reposiciones que recuperarían sus altos costos de desarrollo y producción. Incluso décadas después de la absorción de Desilu Productions y el final de la producción de todas las series originales que Desilu aprobó para su desarrollo, algunas series han logrado un éxito duradero y, en algunos casos, se han convertido en franquicias de largometrajes por derecho propio. Ejemplos son Los Intocables, Star Trek y Misión Imposible.
Gran parte del éxito inicial de Desilu Productions se debe al inusual estilo empresarial de Arnaz en su papel como productor de I Love Lucy.  Por ejemplo, al carecer de capacitación empresarial formal, no sabía nada de la amortización y, a menudo, incluía todos los costos incurridos por la producción en el primer episodio de una temporada en lugar de repartirlos entre la cantidad proyectada de episodios en el año. Como resultado, al final de la temporada, los episodios se pagaron casi en su totalidad, a cifras ridículamente bajas.
En ese momento, la mayoría de los programas de televisión se transmitían en vivo, y como los mercados más grandes estaban en Nueva York, el resto del país recibía solo imágenes derivadas de cinescopios. A Karl Freund, el camarógrafo de I Love Lucy, y al mismo Arnaz se les ha atribuido el desarrollo de la configuración de cámara multifilm conectada utilizando escenarios adyacentes frente a una audiencia en vivo que se convirtió en el método de producción estándar para la comedia de situación. El uso de películas permitió que todas las estaciones del país transmitieran imágenes de alta calidad del espectáculo. A Arnaz le dijeron que era imposible permitir que una audiencia subiera a un escenario de sonido, pero trabajó con Freund para diseñar escenarios que acomodaran a las audiencias, permitieran filmar y se adhirieran a los códigos de incendios, salud y seguridad.
Los ejecutivos de la cadena consideraron el uso de películas como una extravagancia innecesaria. Arnaz los convenció para que permitieran que Desilu cubriera todos los costos adicionales asociados con la filmación, en lugar de transmitir en vivo, bajo la estipulación de que Desilu poseía y controlaba todos los derechos de las copias y negativos de la película. El arreglo sin precedentes de Arnaz es ampliamente considerado como uno de los acuerdos más astutos en la historia de la televisión. Como resultado de su previsión, Desilu cosechó las ganancias de todas las reposiciones de la serie.
Desilu pronto superó su primer espacio y en 1954 compró su propio estudio, el Motion Picture Center en Cahuenga Boulevard en Hollywood, lo que ahora es Red Studios Hollywood. La mayoría de los episodios de I Love Lucy se produjeron allí.
A fines de 1957, la compañía compró las instalaciones de producción de RKO Pictures de General Tire and Rubber, incluidas las instalaciones principales de RKO en Gower Street en Hollywood y el lote RKO-Pathé (ahora Culver Studios ) en Culver City. Esta compra incluía Forty Acres, el backlot donde se filmaron los exteriores de Mayberry. Estas adquisiciones le dieron al imperio Ball-Arnaz TV un total de 33 escenarios de sonido, cuatro más que Metro-Goldwyn-Mayer y once más que los que tenía Twentieth Century-Fox en 1957.
El intento inicial del estudio de involucrarse en la producción cinematográfica fue la película Forever, Darling (1956), el seguimiento de Arnaz y Ball de su exitoso lanzamiento de MGM The Long, Long Trailer (1954), pero fue un fracaso de taquilla. Fue producido en Desilu, pero bajo la bandera de Zanra Productions (Arnaz escrito al revés). La mayoría de los intentos posteriores de llevar proyectos a la pantalla grande fueron abortados hasta Yours, Mine and Ours (1968) con Ball y Henry Fonda. Esta película fue un éxito crítico y financiero.
En 1960, Desi Arnaz vendió los programas anteriores a la década de 1960 a CBS. Desilu Productions retuvo la propiedad de los programas que se estrenaron después de 1960 y todavía estaban en producción.
Ball y Arnaz se divorciaron en 1960. Ball se desempeñó como presidenta y directora ejecutiva de Desilu y, al mismo tiempo, protagonizó su propia serie semanal. En noviembre de 1962, Arnaz renunció como presidente cuando Ball, quien lo sucedió como presidente, compró sus participaciones en la empresa Ball Esto la convirtió en la primera mujer en dirigir un estudio importante y una de las mujeres más poderosas de Hollywood en ese momento. Ball fundó Desilu Sales, Inc., para la sindicación que distribuyó Fractured Flickers de Jay Ward Productions en 1964. Hoy, Desilu Sales es parte de CBS Media Ventures (anteriormente CBS Television Distribution).
Durante el tiempo de Ball como único propietario, Desilu desarrolló series populares como Misión: Imposible (1966), Mannix (1967) y Star Trek (1966). Se ha rumoreado falsamente que una pérdida de Desilu durante este tiempo fue Carol Burnett , quien se negó a protagonizar una comedia de situación para el estudio a favor de The Carol Burnett Show , un programa de variedades semanal que duró 11 temporadas. En verdad, los ejecutivos de CBS le ofrecieron Here's Agnes a Burnett e intentaron disuadirla de tener un programa de variedades porque sentían que los hombres eran más adecuados para ellas. Burnett y Ball, sin embargo, siguieron siendo amigos cercanos, a menudo como estrellas invitadas en la serie del otro.
En 1967, Ball acordó vender su compañía de televisión a Gulf+Western, que recientemente había adquirido Paramount Pictures. La compañía pasó a llamarse Paramount Television, y el antiguo lote principal de RKO en Gower Street fue absorbido por el lote adyacente de Paramount. El antiguo logotipo del globo terráqueo RKO todavía está en su lugar. La compañía ahora se llama CBS Studios (anteriormente CBS Television Studios). Perfect Film compró el otro lote de Desilu Studios en Culver City en 1968.
Arnaz dejó la producción de televisión durante algunos años, pero regresó en 1966 cuando formó su propia compañía, Desi Arnaz Productions, con sede en Desilu. Desi Arnaz Productions, junto con United Artists Television, coprodujeron The Mothers-in-Law para (NBC). Arnaz intentó vender otros pilotos de televisión, incluida una comedia con Carol Channing y una serie de aventuras con Rory Calhoun. Ninguna serie vendida. Arnaz también intentó crear un drama de leyes llamado Without Consent, con Spencer Tracy como defensa abogado, pero después de que fracasaron varios intentos de desarrollar un guion adecuado y debido a preocupaciones del seguro con respecto al consumo excesivo de alcohol de Tracy, se abandonó el proyecto.
Después de vender Desilu, Ball estableció su propia nueva compañía de producción, Lucille Ball Productions (LBP), en 1968. La compañía se puso a trabajar en su nueva serie Here's Lucy ese año. El programa funcionó hasta 1974 y disfrutó de varios años de éxito de audiencia. Ball regresó a la cadena de televisión en 1986 con Life with Lucy, de corta duración. Duró ocho episodios antes de que se cancelara, una novedad para Ball, debido a las bajas calificaciones. LBP continúa existiendo y su objetivo principal es la venta residual de los derechos de licencia de Here's Lucy.
Las participaciones de Desilu Productions y Paramount Television son propiedad de Paramount Global (anteriormente ViacomCBS), el propietario de los programas anteriores a la década de 1960. Desilu Productions Inc. fue reincorporada en Delaware en 1967 por Paramount Pictures y aún existe como entidad legal. Desilu Too LLC fue creada más tarde por Lucie Arnaz principalmente como licenciataria de productos relacionados con I Love Lucy. Desilu Too también se asocia con MPI Home Video y Lucille Ball Productions (formada por Ball y su segundo esposo Gary Morton) en los lanzamientos de video de Here's Lucy y otro material que Ball y Arnaz hicieron de forma independiente. Los funcionarios de Desilu Too han trabajado con MPI Home Video para la reedición del video casero de The Mothers-In-Law. Paramount Home Entertainment (a través de CBS DVD) sigue teniendo los derechos de distribución de DVD de la biblioteca de CBS. En noviembre de 2019, CBS Studios volvió a registrar la marca comercial DESILU para proteger su uso anterior de marca comercial de derecho consuetudinario. Los derechos de sindicación de Here's Lucy fueron vendidos por Ball a Telepictures, que luego se fusionó con Lorimar Television y finalmente se incorporó a WarnerMedia de AT&T. WarnerMedia es el distribuidor actual del programa, aunque MPI ahora posee los derechos de video doméstico bajo licencia de Lucille Ball Productions y Desilu Too.
No se sabe si Desilu Too tiene intereses en el Museo y Centro de Comedia Lucille Ball Desi Arnaz en Jamestown, Nueva York. Ni Desilu Too ni LBP operan como productoras.

## Innovaciones tecnológicas
Desilu comenzó la creación de sus producciones utilizando técnicas de procesamiento, producción y materiales de estudio de cine convencionales. El uso de estos materiales y técnicas significó que los negativos de 35 mm (el material de origen a los efectos de los derechos de autor) estuvieran inmediatamente disponibles para la producción y distribución de copias cuando la serie Lucy se distribuyó en estaciones locales de todo el país. Como tal, no se produjeron episodios "perdidos" de programas, y el kinescopio no grabó ningún programa de la emisión de televisión.
Mediante el uso de técnicas de producción de estudios de cine, el contenido y la calidad de las producciones de Desilu mostraron un alto nivel en relación con sus pares en la televisión de los años 50 y 60. Además, se adaptaron fácilmente a los formatos de comedia y drama y pudieron manejar efectos especiales o presentar escenarios y ubicaciones interiores o exteriores con la misma facilidad.

## Producciones
| Título                            | Año       | Cadena           | Notas |
| --------------------------------- | --------- | ---------------- | --- |
| I Love Lucy                       | 1951–57   | CBS              | Distribuido por CBS Television Film Sales                                                                                                  |
| Our Miss Brooks                   | 1952–56   | CBS              | Distribuido por CBS Television Film Sales                                                                                                  |
| Willy                             | 1954–55   | CBS              | |
| Shower of Stars                   | 1954–58   | CBS              | |
| December Bride                    | 1954–59   | CBS              | Distribuido por CBS Television Film Sales (renombrado a CBS Films en 1958)                                                                 |
| The Life and Legend of Wyatt Earp | 1955–61   | ABC              | Coproducción con Wyatt Earp Enterprises |
| The Adventures of Jim Bowie       | 1956–58   | ABC              | Coproducción con Jim Bowie Enterprises |
| The Sheriff of Cochise            | 1956–60   | Sindicación      | Coproducción con National Telefilm Associates                                                                                              |
| Whirlybirds                       | 1957–60   | Sindicación      | Distribuido por CBS Films/Viacom |
| Official Detective                | 1957–58   | Sindicación      | Coproduction with National Telefilm Associates                                                                                             |
| The Walter Winchell File          | 1957–58   | ABC              | Coproducción con National Telefilm Associates                                                                                              |
| The Lucy–Desi Comedy Hour         | 1957–60   | CBS              | Distribuido por CBS Television Film Sales (renombrado a CBS Films en 1958)                                                                 |
| The Texan                         | 1958–60   | CBS              | Coproducción con Rorvic Productions |
| Westinghouse Desilu Playhouse     | 1958–60   | CBS              | |
| The Ann Sothern Show              | 1958–61   | CBS              | Coproducción con Anso Productions actualmente adquirido por 20th Television                                                                |
| This Is Alice                     | 1958–59   | NTA Film Network | Coproducción con National Telefilm Associates                                                                                              |
| The Untouchables                  | 1959–63   | ABC              | Coproducción con Langford Productions Inc.                                                                                                 |
| Guestward, Ho!                    | 1960–61   | ABC              | |
| Angel                             | 1960–61   | CBS              | Coproducción con Burlingame Productions y CBS Films                                                                                        |
| Harrigan and Son                  | 1960–61   | ABC              | |
| Fair Exchange                     | 1962–1963 | CBS              | Coproducción con Cy Howard Productions |
| The Lucy Show                     | 1962–68   | CBS              | Desilu produjo antes de ser adquirido por Gulf+Western (duración hasta la sexta temporada)                                                 |
| You Don't Say!                    | 1962–68   | NBC              | Coproducción con Ralph Andrews-Bill Yagemann Productions Desilu produjo antes de ser adquirido por Gulf+Western (duración de 5 temporadas) |
| The Greatest Show on Earth        | 1963–64   | ABC              | Coproducción con Ringling Bros., Barnum y Bailey Television, y Cody Productions                                                            |
| Glynis                            | 1963      | CBS              | |
| Star Trek                         | 1966–68   | NBC              | Coproducción con Norway Corporation Desilu produjo antes de ser adquirido por Gulf+Western (duración de dos temporadas)                    |
| Mission: Impossible               | 1966–68   | CBS              | Desilu produjo antes de ser adquirido por Gulf+Western (duración de dos temporadas)                                                        |
| Mannix                            | 1967–68   | CBS              | Desilu produjo antes de ser adquirido por Gulf+Western (duración de una sola temporada)                                                    |

## Filmado en Desilu
Algunos de estos programas fueron creados y propiedad de Desilu; otros fueron programas de otras productoras que Desilu filmó o a los que Desilu alquiló un espacio de producción.
- El programa Jack Benny (CBS; 1950–1964 / NBC; 1964–1965)
- Haz espacio para papá / El show de Danny Thomas (ABC; 1953–1957 / CBS; 1957–1964)
- Secretario privado (CBS; 1953-1957)
- La alineación (CBS; 1954-1960)
- Las aventuras de Jim Bowie (ABC; 1956–1958)
- Servicio de cable (ABC; 1956-1957)
- Conoce a McGraw (NBC; 1957-1958)
- El espectáculo de Eve Arden (CBS; 1957-1958)
- Los verdaderos McCoy (ABC; 1957-1962 / CBS; 1962-1963)
- Hombre con cámara (ABC; 1958-1960)
- Yancy Derringer (CBS; 1958-1959)
- El show de Andy Griffith (CBS; 1960-1968)
- El programa de Barbara Stanwyck (NBC; 1960-1961)
- Aquí está Hollywood (NBC; 1960-1962)
- Harrigan e hijo (ABC; 1960-1961)
- Mis tres hijos (ABC; 1960–1965 / CBS; 1965–1972)
- El programa de Joey Bishop (NBC; 1961-1964 / CBS; 1964-1965)
- El programa de Dick Van Dyke (CBS; 1961-1966)
- Mi marciano favorito (CBS; 1963-1966)
- El show de Bill Dana (NBC; 1963-1965)
- El programa de Bing Crosby (ABC; 1964-1965)
- Mi muñeca viviente (CBS; 1964-1965)
- La gente de Slattery (CBS; 1964-1965)
- Gomer Pyle, USMC (CBS; 1964–1969)
- Veo, veo (NBC; 1965-1968)
- Héroes de Hogan (CBS; 1965-1971)
- Asunto de familia (CBS; 1966-1971)
- Esa chica (ABC; 1966-1971)
- Las armas de Will Sonnett (ABC; 1967-1969)
- Rango (ABC; 1967)
- Familia accidental (NBC; 1967-1968)
- Las suegras (NBC; 1967-1969)
- Buenos días mundo (CBS; 1967-1968)